# K-ROCK (ラジオ局)
K-ROCK、K-Rock は、モダン・ロックのフォーマットで放送を行っているラジオ放送局に付けられることがよくあるラジオ放送のブランド。アメリカ合衆国においては、1986年以降、CBSラジオがこのブランドを所有している。当時、インフィニティ・ブロードキャスティングという名称だったCBSラジオは、ロサンゼルスの有名なロック専門局であったKROQ-FMと、K-ROCKの由来となったそのコールサインを買収し、K-ROCKブランドを取得した。カナダでは、オンタリオ州キングストンのCIKR-FM (K-Rock 105.7) を所有するロジャース・メディアが、K-ROCKを商標登録している。カナダでK-ROCKを称しているラジオ局の大部分は、ニューキャップ・ブロードキャスティングが所有している。
| アメリカ合衆国 |              |              |                                                                      |                                                    |                                  |
| コールサイン   | 通称         | 周波数 (MHz) | 所在地                                                               | 所有者r                                            | 活動期間                         |
| KROQ-FM        | 106.7 KROQ   | 106.7 FM     | カリフォルニア州ロサンゼルス                                         | CBSラジオ                                          | 1973年 - 現在                    |
| WXRK           | 92.3 K-Rock  | 92.3 FM      | ニューヨーク州ニューヨーク                                           | CBSラジオ                                          | 1985年 - 2005年、2007年 - 2009年 |
| WKRK-FM        | 97.1 K-Rock  | 97.1 FM      | ミシガン州デトロイト                                                 | CBSラジオ                                          | 1997年 - 1999年                  |
| WKRK-FM        | 92.3 K-Rock  | 92.3 FM      | オハイオ州クリーブランド                                             | CBSラジオ                                          | 2006年 - 2008年                  |
| WRKZ           | 93.7 K-Rock  | 93.7 FM      | ペンシルベニア州ピッツバーグ                                         | CBSラジオ                                          | 2004年 - 2007年                  |
| WKLL           | 94.9 K-Rock  | 94.9 FM      | ニューヨーク州ユーティカ                                             | ギャラクシー・コミュニケーションズ                 |                                  |
| WKRL           | 100.9 K-Rock | 100.9 FM     | ニューヨーク州シラキュース                                           | ギャラクシー・コミュニケーションズ                 |                                  |
| WKRH           | 106.5 K-Rock | 106.5 FM     | ニューヨーク州オスウェゴ/オーバーン                                  | ギャラクシー・コミュニケーションズ                 |                                  |
| WRXK-FM        | 96 K-Rock    | 96.1 FM      | フロリダ州フォートマイヤーズ                                         | ビーズリー・ブロードキャスト・グループ             |                                  |
| WKKN           | K-Rock 101.9 | 101.9 FM     | ニューハンプシャー州キーン                                           | グレート・イースタン・ラジオ (Great Eastern Radio) |                                  |
| カナダ         |              |              |                                                                      |                                                    |                                  |
| コールサイン   | 通称         | 周波数 (MHz) | 所在地                                                               | 所有者r                                            | 活動期間                         |
| CIKR-FM        | K-Rock 105.7 | 105.7 FM     | オンタリオ州キングストン                                             | ロジャース・ラジオ                                 | 2008年 - 現在                    |
| CIRK-FM        | K-Rock 97.3  | 97.3 FM      | アルバータ州エドモントン                                             | ニューキャップ・ブロードキャスティング             | 1997年 - 2008年                  |
| CHFT-FM        | 100.5 K-Rock | 100.5 FM     | アルバータ州フォートマクマレー                                       | ニューキャップ・ブロードキャスティング             | 2008年 - 2013年                  |
| CJXK-FM        | 95.3 K-Rock  | 95.3 FM      | アルバータ州コールドレイク                                           | ニューキャップ・ブロードキャスティング             | 2004年 - 現在                    |
| CKQK-FM        | K-Rock 105.5 | 105.5 FM     | プリンスエドワードアイランド州シャーロットタウン                     | ニューキャップ・ブロードキャスティング             | 2006年 - 2012年                  |
| CIJK-FM        | K-Rock 89.3  | 89.3 FM      | ノバスコシア州ケントビル                                             | ニューキャップ・ブロードキャスティング             | 2008年 - 現在                    |
| VOCM-FM        | 97.5 K-Rock  | 97.5 FM      | ニューファンドランド・ラブラドール州セントジョンズ                   | ニューキャップ・ブロードキャスティング             | 1982年 - 現在                    |
| CKXD-FM        | 98.7 K-ROCK  | 98.7 FM      | ニューファンドランド・ラブラドール州ガンダー                         | ニューキャップ・ブロードキャスティング             | 2000年代前半 - 現在              |
| CKXG-FM        | 102.3 K-ROCK | 102.3 FM     | ニューファンドランド・ラブラドール州クランド・フォールズ＝ウィンザー | ニューキャップ・ブロードキャスティング             | 2000年代前半 - 現在              |
| CKXX-FM        | 103.9 K-Rock | 103.9 FM     | ニューファンドランド・ラブラドール州コーナーブルック                 | ニューキャップ・ブロードキャスティング             | 2000年代前半 - 現在              |
| CHNK-FM        | K-Rock 100.7 | 100.7 FM     | マニトバ州ウィニペグ                                                 | ニューキャップ・ブロードキャスティング             | 2010年 - 2011年                  |
| オーストラリア |              |              |                                                                      |                                                    |                                  |
| コールサイン   | 通称         | 周波数 (MHz) | 所在地                                                               | 所有者r                                            | 活動期間                         |
| 3CAT-FM        | 95.5 K-Rock  | 95.5 FM      | ビクトリア州ジーロング                                               | グラント・ブロードキャスターズ                     |                                  |